# Sabrata
Sabrata (in arabo صبراتة‎?, Ṣabrāta) è una città della Libia nord-occidentale. La città fu fondata dai Fenici e poi conquistata dai Romani.
Nei pressi della città moderna restano le rovine dell'antica città che nel 1982 sono state inserite nella lista dei patrimoni dell'umanità dell'UNESCO.

## Geografia fisica
È il capoluogo del distretto di Sabrata e Sorman. Si trova a circa 70 km a ovest di Tripoli e a circa 100 km dal confine con la Tunisia. Insieme a Oea (attuale Tripoli) e Leptis Magna è una delle tre città che hanno dato il nome alla Tripolitania.

## Storia
Sabratha fu fondata nel VII secolo a.C. dai Fenici di Tiro in uno dei pochi porti naturali della Tripolitania e divenne ben presto un avamposto commerciale allo sbocco di un'importante via carovaniera. Per questa sua posizione strategica, Sabratha conobbe un rapido sviluppo e cadde ben presto sotto il controllo di Cartagine.
Passata per breve tempo al Regno di Numidia sotto Massinissa, Sabratha fu poi presa dai romani nel 46 a.C., sotto i quali godette di una nuova prosperità. All'epoca dei Severi la città venne completamente ricostruita ed abbellita soprattutto grazie al fatto che l'imperatore Settimio Severo era nativo della vicina Leptis Magna. Numerosi edifici pubblici vennero ricoperti di preziosi marmi, mentre a quell'epoca risale il monumentale teatro in riva al mare. Nel momento del suo apogeo, Sabratha contava circa 20 000 abitanti.
Il declino si profilò a partire dal IV secolo, con la graduale decadenza dell'Impero romano e le prime incursioni di popolazioni berbere, e venne accelerato da una serie di eventi naturali, primo tra tutti il terribile terremoto del 365. Nel 439 i Vandali di Genserico conquistarono la città, ma furono cacciati dai bizantini al comando dei generalissimi Narsete e Belisario.
I bizantini, governati dall'imperatore Giustiniano, ne avviarono una parziale ricostruzione. Vennero costruite chiese, un nuovo porto e altre strutture fondamentali, tra le quali una nuova cinta muraria. Divenne presto una delle città più importanti dell'Esarcato d'Africa.
Il dominio di Costantinopoli terminò nel 709, dopo ben quattro invasioni musulmane, con la conquista di Cartagine e la caduta dell'Esarcato.
Con l'arrivo degli Arabi nel VII secolo Sabratha perse completamente la sua importanza, giacché unico centro della Tripolitania divenne la città di Oea (l'attuale Tripoli).